# Tig Notaro

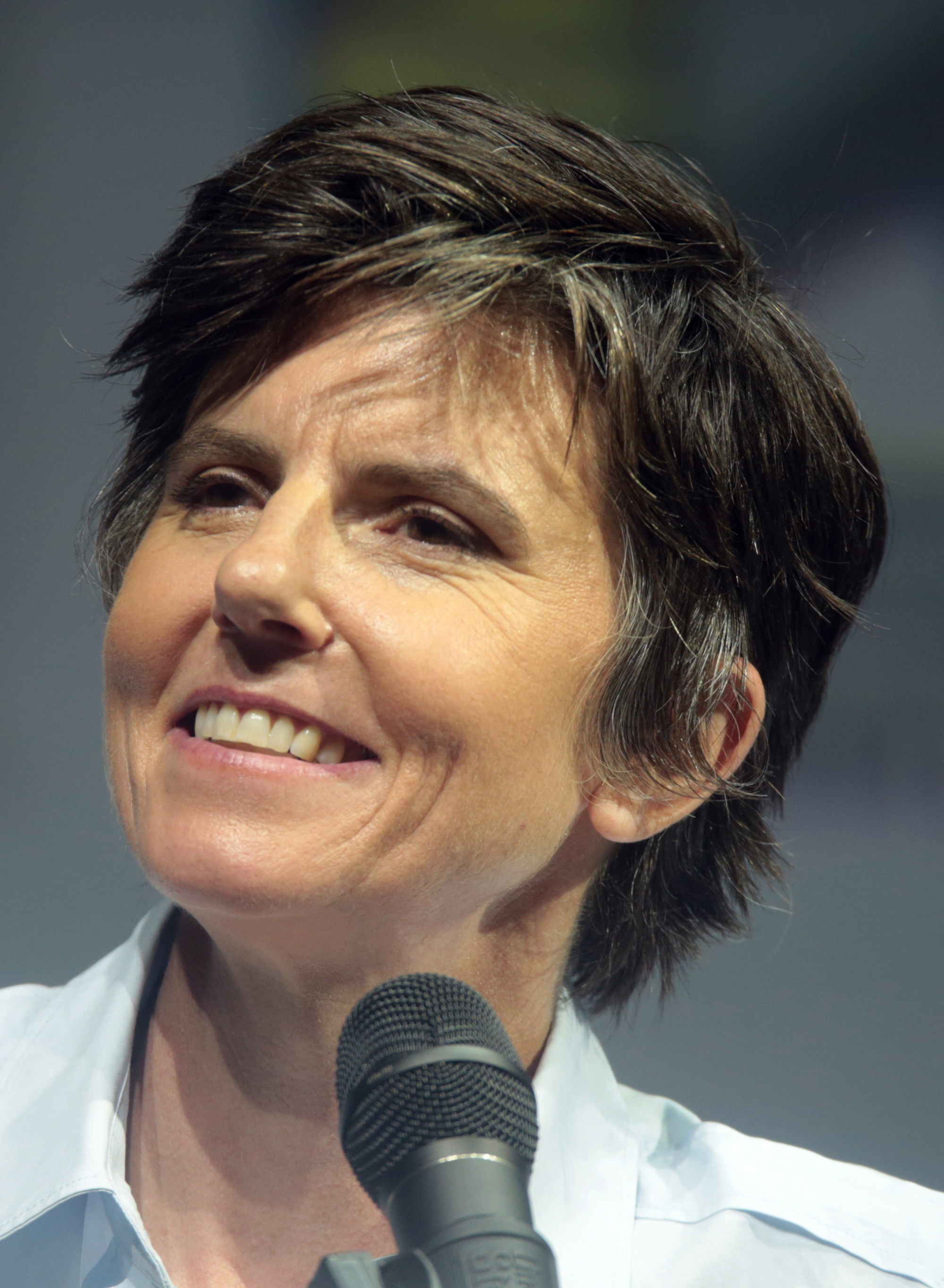
Tig Notaro bei der Comic-Con in San Diego im Juli 2018

Mathilde „Tig“ O’Callaghan Notaro (* 24. März 1971 in Jackson, Mississippi) ist eine US-amerikanische Stand-Up-Comedienne, Schauspielerin, Drehbuchautorin und Filmregisseurin.

## Leben und Karriere

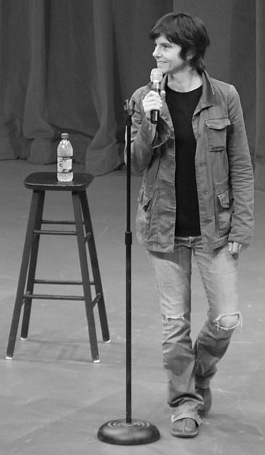
Tig Notaro beim Bumbershoot-Festival 2010

Notaro wurde in Jackson als zweites Kind ihrer Mutter geboren. Sie wuchs mit ihrer alleinerziehenden Mutter und ihrem Bruder in Pass Christian, Mississippi, auf. Ihr Spitzname „Tig“ wurde ihr in jungen Jahren von ihrem älteren Bruder gegeben.
Nachdem ihre Mutter erneut geheiratet hatte, zog die Familie nach Texas um. Notaro verließ die High School nach der 9. Klasse ohne Abschluss, weil sie sich nach eigener Aussage „anstatt einer akademischen Bildung lieber der Unterhaltung von Klassenkameraden widmete“. Notaro zog nach Denver, wo sie kurz in der Musikindustrie tätig war, bevor sie nach Los Angeles umsiedelte und dort ihre Karriere als Stand-Up-Comedienne verfolgte.
Ab Mitte der 2000er Jahre trat Notaro auch in Film- und Fernsehproduktionen auf. Bekannt wurde sie unter anderem durch ihre Rolle als lesbische Polizistin Officer Tig in mehreren Folgen des Sarah Silverman Programms. Sie arbeitet regelmäßig mit dem Komiker Kyle Dunnigan zusammen. Mit Dunnigan und David Huntsberger betreibt sie den Podcast Professor Blastoff. 2011 erschien ihr Stand-Up-Debütalbum Good One auf Secretly Canadian. 2013 trat sie in zwei Folgen von Amy Schumers Comedyserie Inside Amy Schumer auf Comedy Central und verfasste auch die Drehbücher für weitere Folgen.
2012 wurde bei Notaro Brustkrebs diagnostiziert. Sie thematisierte ihre Erkrankung direkt bei einem Auftritt in Los Angeles am folgenden Tag. Der Auftritt wurde von vielen Zuschauern in höchsten Tönen gelobt. Louis C.K. kontaktierte Notaro und bat um eine Erlaubnis, die Aufzeichnung der Show zu veröffentlichen. Nach einigem Zögern stimmte sie diesem Vorschlag zu. Der Auftritt wurde unter dem Titel LIVE veröffentlicht und verkaufte sich allein über die Website von Louis C.K. 75.000 mal. Das Album war bei den Grammy Awards 2014 in der Kategorie Grammy Award for Best Comedy Album nominiert, unterlag dort aber Kathy Griffins Album Calm Down Gurrl. Später unterzog Notaro sich einer beidseitigen Mastektomie ohne Wiederherstellung der Brüste. Kristina Goolsby und Ashley York drehten über Notaros Erkrankung den Dokumentarfilm Tig, der beim Sundance Film Festival 2015 seine Premiere feierte.
2015 entwickelte Notaro gemeinsam mit Diablo Cody und Louis C.K. für Amazon Video die Fernsehserie One Mississippi, für die sie zwei Staffeln und zwölf Folgen lang bis 2017 zudem als Hauptdarstellerin, Drehbuchautorin und Executive Producer fungierte. In der Science-Fiction-Serie Star Trek: Discovery übernahm sie 2019 bis 2024 die Rolle der Cmdr. Jett Reno.
Tig Notaro lebt mit ihrer Ehefrau, der Schauspielerin Stephanie Allynne, die sie im Oktober 2015 heiratete, und ihren Zwillingssöhnen (* Juni 2016) in Venice Beach, Kalifornien.

## Filmografie (Auswahl)
Schauspielerin
- 2004: Comedy Central Presents: Tig (Fernsehserie, 1 Episode)
- 2006: Dog Bites Man (Fernsehserie, 1 Episode)
- 2008: Held Up (Fernsehfilm)
- 2009: In the Motherhood (Fernsehserie, 4 Episoden)
- 2007–2010: Das Sarah Silverman Programm (The Sarah Silverman Program., Fernsehserie, 9 Episoden)
- 2012: Susan 313 (Fernsehfilm)
- 2012: Das Büro (The Office, Fernsehserie, 1 Episode)
- 2013: In a World ... – Die Macht der Stimme (In a World...)
- 2013: Inside Amy Schumer (Fernsehserie, 2 Episoden)
- 2014: Suburgatory (Fernsehserie, 1 Episode)
- 2014: Ashes
- 2014: Kidnapped – Die Entführung des Reagan Pearce (Catch Hell)
- 2014: Mädelsabend – Nüchtern zu schüchtern! (Walk of Shame)
- 2014–2015, 2019: Transparent (Fernsehserie, 6 Episoden)
- 2014, 2016–2017: Clarence (Fernsehserie, 5 Episoden, Sprechrolle)
- 2016: And Punching the Clown
- 2017: Transparent: The Lost Sessions (Fernsehserie, 2 Episoden)
- 2015–2017: One Mississippi (Fernsehserie, 12 Episoden)
- 2018: New Girl (Fernsehserie, 1 Episode)
- 2018: Dog Days
- 2018: Plötzlich Familie (Instant Family)
- 2019–2024: Star Trek: Discovery (Fernsehserie, 18 Episoden)
- 2019: Lucy in the Sky
- 2012: Music
- 2021: Together Together
- 2021: Army of the Dead
- 2022: Am I OK? (auch Produzentin und Co-Regisseurin)
- 2022: Beavis and Butt-Head Do the Universe (Stimme)
- 2023: Your Place or Mine
- 2023: We Have a Ghost

Drehbuchautorin
- 2004: Comedy Central Presents: Tig (Fernsehserie, 1 Episode)
- 2010: MTV Movie Awards 2010 (Fernsehsendung)
- 2012: UnCabaret (TV Series) (Fernsehserie, 1 Episode)
- 2013: Inside Amy Schumer (Fernsehserie, 10 Episoden)
- 2015–2017: One Mississippi (Fernsehserie, 4 Episoden)
- 2015: Tig Notaro: Boyish Girl Interrupted (Comedy-Sendung)
- 2018: Tig Notaro: Happy To Be Here (Comedy-Sendung)

Regisseurin
- 2008: Have Tig at Your Party
- 2015: Tig Notaro: Boyish Girl Interrupted (Comedy-Sendung)
- 2017: One Mississippi (Fernsehserie, 1 Episode)
- 2018: 2 Dope Queens (Fernsehserie, 4 Episoden)
- 2018: Tig Notaro: Happy To Be Here (Comedy-Sendung)
- 2018: Ellen DeGeneres: Relatable (Comedy-Sendung)
- 2022: Am I OK?

## Diskografie
- 2011: Good One (Secretly Canadian)
- 2012: LIVE (Secretly Canadian)